# Palčje-See

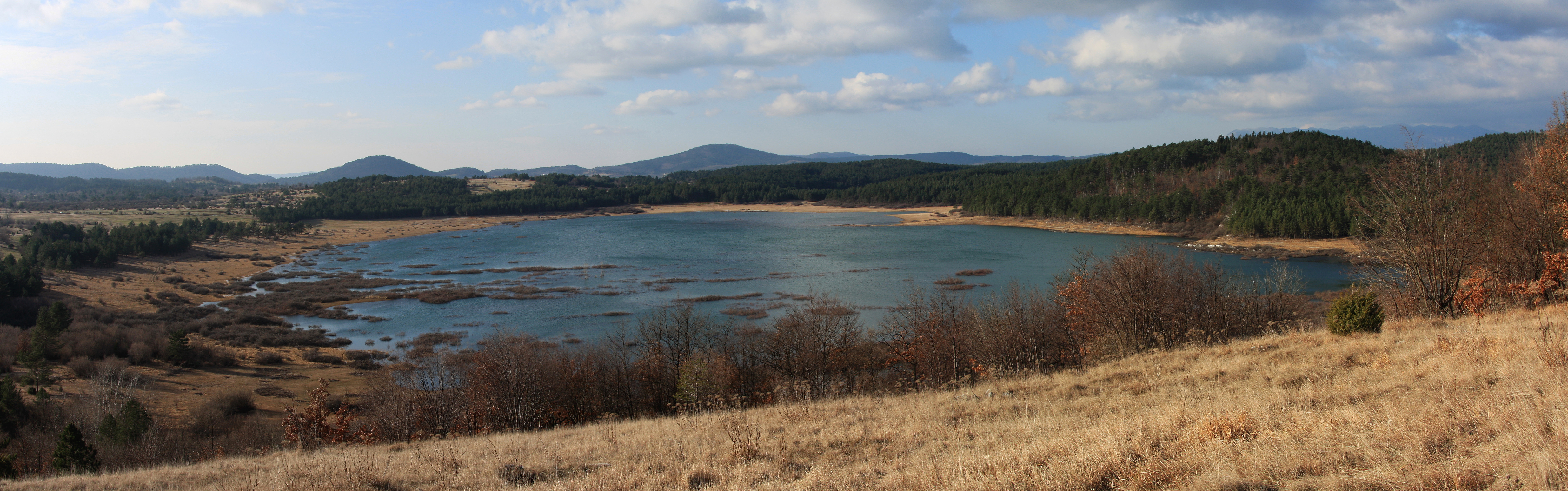
Maximale Füllung

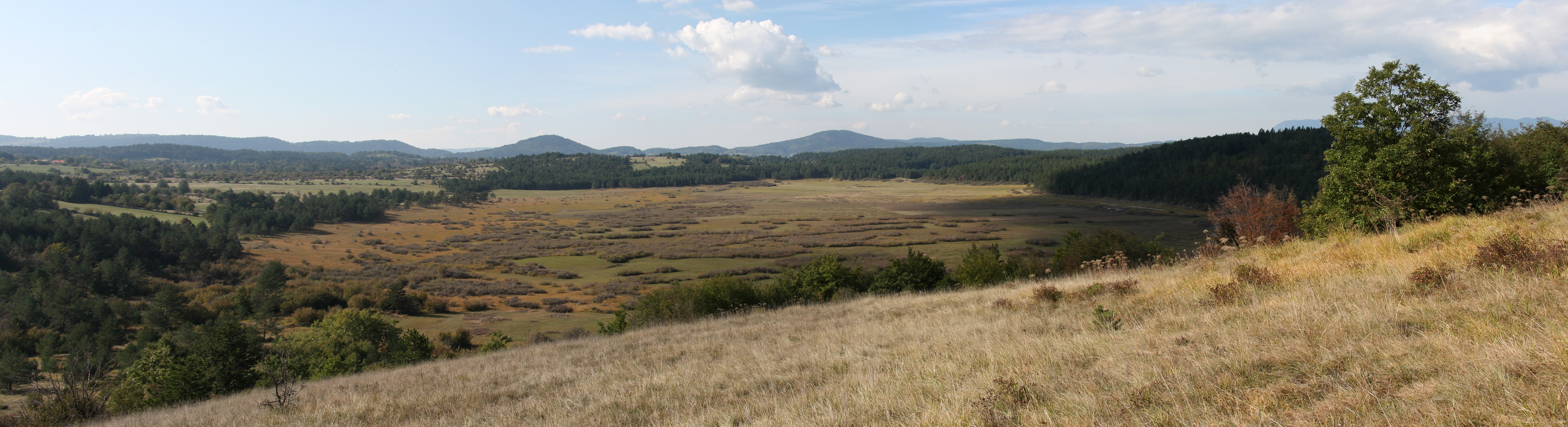
See im Herbst

Der Palčje-See (slowenisch Palško jezero) ist ein jahreszeitlich trocken fallendes Stillgewässer im slowenischen Karst-Gebiet in der Gemeinde Pivka nördlich des namengebenden Dorfes Palčje.
Der 1,5 km lange und 0,5 km breite See füllt eine oval geförmte Senke im Karst. Sein Grund liegt auf einer Höhe zwischen 543 und 557 m, der See hat steile Ufer. Unter den Seen der Gemeinde Pivka ist er der größte mit einer durchschnittlichen maximalen Ausdehnung von 1 km².
Der Seeboden liegt auf Grundwasser-Höhe, so dass die Wassermenge von den hydrologischen Bedingungen abhängt. Gewöhnlich füllt sich der See nach schweren Regenfällen im späten Herbst und wieder im Frühjahr. Durchschnittlich ist das Seegebiet für drei Monate im Jahr gefüllt. Der Hauptzufluss des Sees ist der Ponor der Matijahöhle, aus der das Wasser von den Javornik-Hügeln fließt, um aus dem Schluckloch wieder hervorzuquellen.

## Nutzung
Der See ist zu einem bedeutenden Teil des Jahres gefüllt, so dass er nicht landwirtschaftlich genutzt werden kann.
Der grasbestandene Boden wird jedoch zu einem Teil der übrigen Zeit als Viehweide genutzt oder gemäht. Der Viehtrieb zum Seegrund beginnt zumeist Ende Juli, wenn die übrigen Weideflächen der Umgebung erschöpft sind. Auf dem Seeboden wachsender Knoblauch verändert teilweise den Geschmack der Milch so, dass das Heu eher als Pferdefutter denn für Rinder benutzt wird.
Vom Ende des 18. bis in die Mitte des 20. Jahrhunderts war Eisgewinnung eine zusätzliche Einkommensquelle – Bauern aus Pivka brachen die Eisblöcke heraus, bewahrten sie bis zum Frühjahr auf und transportierten sie dann mit Pferdewagen nach Triest, wo sie vor der Erfindung des Kühlschranks in Fleisch- und Fischgeschäften und Restaurants gebraucht wurden. Frauen sammelten Heilpflanzen, meist Wacholderbeeren, Spitzwegerich, Gemeine Schafgarbe, Thymian und andere. Weidenzweige die um den See herum wuchsen, wurden zum Korbflechten geschnitten.
Verlassene Militäreinrichtungen in der Nachbarschaft belegen die militärische Nutzung der Gegend. Die weitere Umgebung um die Seen der Gemeinde Pivka wurde zuerst von der Armee Österreich-Ungarns genutzt und später von Italienischen Streitkräften und der Jugoslawischen Volksarmee. Für Militärübungen wurden die Ansässigen oft entschädigt. Die militärische Nutzung wurde 1991 eingestellt und die Beschädigungen des Seebodens wurden behoben.
Heutzutage bilden der See und seine Umgebung einen Teil eines Natura 2000-Gebiets. Bis heute wird die Heumahd fortgesetzt und es gibt Bestrebungen Ökotourismus und eine nachhaltige Landwirtschaft zu entwickeln.